# Karamanovci
Karamanovci (turecky Karamanoğulları) byla turecká oghuzská dynastie usazená v Anatolii, kde ve 13. až 15. století vládla Karamanskému bejliku (turecky Karamanoğulları Beyliği) či emirátu. Anatolské bejliky byly turecké státní útvary, které vznikaly z rozpadajícího se Rúmského sultanátu v průběhu 13. a 14. století. Karaman vznikl v polovině 13. století a existoval až po anexi Osmanskou říší v roce 1487. Hlavním městem byla původně Laranda (Karaman) v dnešní turecké provincii Karaman, dočasně se jím stalo také město Konya (1307–1468), bývalé hlavní město Rúmského sultanátu. Karaman se stal jedním z nejmocnějších bejliků v Anatolii.

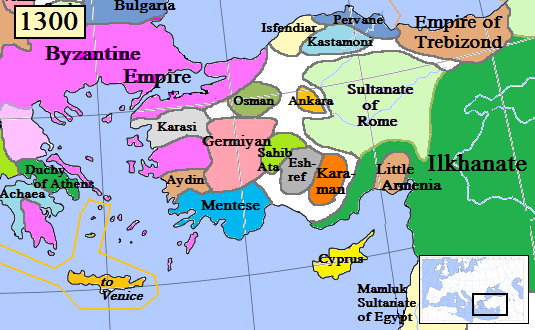
Anatolské bejliky roku 1300, Karaman oranžově

V polovině 13. století ovládal bej Karaman jen skromné území v horských částech Kilíkie a sloužil Selžducké říši, ale později své území rozšířil, když zahájil výboje proti Arménskému království v Kilíkii a obsadil hrady Ermenek, Mut, Ereğli, Gülnar a Silifke. Na rostoucí sílu vládce Karamanu zareagoval rúmský sultán Mu'ín ad-dín Sulejman zvaný perváne, který se proti Karamanu spojil s Mongoly. Seldžucko-mongolská vojska poté porazila beje Karamanu u Konye. Navzdory porážkám moc Karamanu naopak rostla díky podpoře egyptských mamlúků, zejména sultána Bajbarse. Karamanská vojska dobyla na počátku 14. století město Konyu celkem dvakrát a následně vyhnána mongolským ílchanátem. K dalšímu posílení Karamanu došlo ve třicátých letech 14. století právě po pádu ílchanátu. Zánik tohoto útvaru uvolnil prostor k nástupu nové mocnosti v regionu, kdy z roztroušených anatolských bejliků nejvíc prosadili Osmané. Až do vlády sultána Bájezída I. byl Osmany a Karamanovci uzavřený mír. Po jeho smrti upadla Osmanská říše do politické krize kvůli sporům o následnictví. Slabosti Osmanů využil karamanský bej Mehmed, s vojskem vytáhl na Bursu a dobyl ji, sám však upadl do osmanského zajetí. V boji pokračoval jeho syn Mustafa, který dobyl Tarsus, ale byl poražen egyptskými mamlúky a zbytek života strávil v egyptském exilu. Otci Mehmedovi bylo odpuštěno a dovoleno vrátit se ze zajetí, sám pak musel čelit tlaku ze strany mamlúků a stáhnout se z poničené Konye.
Karaman obnovil spojenecké vztahy s mamlúckým Egyptem a znovu využil slabosti Osmanské říše, když v letech 1443–1444 byla ohrožena křížovou výpravou u Varny. Bej Íbrahím shromáždil vojsko a vytáhl na Ankaru, osmanská města Ankara a Kütahija byla zpustošena. Po návratu sultána Murada II. z Rumélie byli Karamanovci obviněni ze zrady. Nyní se Karaman nemohl spolehnout na podporu spojenců, protože tou dobou byla moc mamlúků v úpadku. Roku 1487 byl Karaman dobyt Osmanskými Turky a jeho obyvatelstvo, pokud nebylo pobito během postupu vojsk, bylo zajato a deportováno do různých koutů Osmanské říše. Největší počet byl usazen na severovýchod a jih Bulharska – oblast Ludogorie a Makedonie, další část osídlila severní Řecko, zbytek byl roztroušen po celé Anatolii, poslán do severního Íránu nebo na území současného Ázerbájdžánu. Na území Karamanu byl Osmany zřízen Karamanský ejálet, správní celek v rámci Osmanské říše, který existoval až do 19. století.

## Vlajka Konye

Prapor v knize Libro del Conosçimiento

Pouze jediné vyobrazení vlajky či praporu s možnou souvislostí s Karamanovci je v nepříliš spolehlivém evropském zdroji – kastilské sbírce Libro del Conosçimiento de todos los rregnos neboli Knize všech království. Zde je vyobrazen praporek s červenými a bílými vlnitými pruhy ve spojitosti s městem zvaném „Cunio“, míněna Konya, hlavní město Karamanu. Není ovšem jisté, zda se jedná o vlajku města, obchodní prapor nebo standartu dynastie, či snad o domněnku autora katalánské sbírky.
S Karamanovci bývá chybně dávána do souvislosti vlajka z obchodní mapy zvaná Katalánský atlas, která je modrobílá doplněná o hexagram neboli Davidovu hvězdu, ovšem ta je vyobrazena nad přístavním městem Antalya (psáno zde jako Sattalia), které bylo hlavním městem bejliku Teke, tedy nikoli území Karamanu.